# Arbigny-sous-Varennes
Arbigny-sous-Varennes ist eine französische Gemeinde mit 86 Einwohnern (Stand:1. Januar 2022) im Département Haute-Marne in der Region Grand Est; sie gehört zum Arrondissement Langres und zum Kanton Chalindrey.

## Geografie
Arbigny-sous-Varennes liegt etwa 45 Kilometer südöstlich von Chaumont am kleinen Amance. Umgeben wird Arbigny-sous-Varennes von den Nachbargemeinden Varennes-sur-Amance im Nordwesten und Norden, Champigny-sous-Varennes im Norden und Nordosten, Anrosey im Osten, Bize im Südosten und Süden, Maizières-sur-Amance im Süden, Haute-Amance im Westen sowie Marcilly-en-Bassigny im Nordwesten.

## Bevölkerungsentwicklung
| Jahr                       | 1962 | 1968 | 1975 | 1982 | 1990 | 1999 | 2006 | 2019 |
| Einwohner                  | 187  | 153  | 126  | 122  | 121  | 99   | 87   | 86   |
| Quellen: Cassini und INSEE |      |      |      |      |      |      |      |      |

## Sehenswürdigkeiten
- Gallorömisches Oppidum
- Kirche Saint-Jean-Baptiste aus dem 16. Jahrhundert
- Reste der alten Burganlage

## Persönlichkeiten
- Claude Anthime Corbon (1808–1891), Bildhauer und Politiker, geboren in Arbigny-sous-Varennes